# La directora de orquesta
La directora de orquesta (título en neerlandés: De Dirigent), también conocida como Antonia: Una Sinfonía, es una película dramática holandesa de 2018 basada en la historia de vida de Antonia Brico, dirigida y escrita por Maria Peters, y protagonizada por Christanne de Bruijn, Scott Turner Schofield, Annet Malherbe, Richard Sammel y Sian Thomas.

## Argumento
1924. Antonia Brico emigra a Estados Unidos de niña y quiere convertirse en directora de orquesta profesional. A principios del siglo XX, una mujer directora de orquesta no era socialmente aceptada, por lo que Brico experimenta la oposición de varias personas. De todos modos, persevera y, como directora profesional, debuta con la Orquesta Filarmónica de Berlín a los 24 años. 

## Reparto
| Personaje         | Actor/actriz             |
| ----------------- | ------------------------ |
| Antonia Brico     | Christanne de Bruijn     |
| Frank Thomsen     | Benjamin Wainwright      |
| Robin Jones       | Scott Turner Schofield   |
| Mark Goldsmith    | Seumas F. Sargent        |
| Madre de Antonia  | Annet Malherbe           |
| Padre de Antonia  | Raymond Thiry            |
| Willem Mengelberg | Gijs Scholten van Aschat |
| Karl Muck         | Richard Sammel           |
| Mrs. Thomsen      | Sian Thomas              |
| Mr. Thomsen       | Tim Ahern                |
| Emma              | Sara Visser ...          |
| Miss Denise.      | Michael Watson-Gray.     |
| Director Barnes.  | James Sobol Kelly.       |
| Miss Goldsmith.   | Anja Antonowicz.         |

## Origen
La directora Maria Peters se introdujo en el tema gracias a un documental sobre Brico titulado Antonia: Un retrato de la mujer'. En su investigación contó con la ayuda de Rex Brico (1928), un primo de Antonia Brico y antiguo periodista y columnista que también estuvo presente en el estreno celebrado el 25 de octubre de 2018. La película se rodó parcialmente en la ciudad de Breda.

## Recepción
Tras el estreno, varios periódicos holandeses se mostraron poco entusiastas con la película. Aunque los críticos valoraron positivamente la actualidad de las «historias de mujeres», la crítica general apreció que había demasiados temas secundarios en el guion. En el Nederlands Dagblad, sin embargo, se afirmó que la película «rivaliza con Hollywood en carisma».
En diciembre de 2018, La directora de orquesta recibió un premio Gouden Film (Película de Oro) por alcanzar una audiencia total de 100.000 espectadores.